# Marion van den Akker
Marion van den Akker (Haarlem, 1956) is een Nederlands operazangeres. Zij heeft bij verschillende operagezelschappen gezongen, gaf les aan het conservatorium in Groningen en was mede-oprichter van het Rhijnauwen Kamermuziek Festival. Aan Van den Akker werd, als eerste vrouw, in 2024 de Cultuurprijs van de Provincie Drenthe toegekend. 

## Opleiding
Van den Akker studeerde aan het Conservatorium in Amsterdam bij Erna Spoorenberg. Van den Akker had haar debuut op 4 februari 1982 als Rosina in "Il barbiere di Siviglia" van Paisiello bij de Lyrische Komedie in Amsterdam.  Een beurs stelde haar in de gelegenheid meesterscursussen te volgen bij Nicolai Gedda, Italo Tajo en Brigitte Fassbaender. Andere coaches waren Aafje Heynis in Nederland en Josephine Veasey in Engeland. Later studeerde Van den Akker bij de bas-bariton Henk Smit en switchte naar het mezzosopraan-vak.

## Zangcarrière

### Opera en solopartijen
Tijdens de eerste jaren van haar zangcarrière zong zij als sopraan de grote solopartijen uit onder andere de mis in C mineur van Mozart, de Messiah van Händel en de Passies van Bach, laatst genoemde meerdere malen in Naarden onder leiding van Charles de Wolff. Als operazangeres zong zij onder andere rollen als Pamina uit die Zauberflöte, Xenia uit Boris Godunov, Belinda uit Dido and Aeneas. 
Zij zingt echter niet alleen als mezzosopraan, maar ook als alt.
Zij zong onder meer bij de Nederlandse Reisopera, Nationale Opera & Ballet, de Opera van Giessen, Opera Festival Stia en de Vlaamse Opera.
In het orkest- en oratoriarepertoire zong zij van Mahler de Lieder eines fahrenden Gesellen, Kindertotenlieder, Das Lied von der Erde en Des Knaben Wunderhorn en de soli uit de symfonieën van Mahler. Zij zong ook het Requiem van Verdi in o.a. Palais de Beaux Arts. In het Concertgebouw zong Van den Akker het Stabat Mater van Dvorak, de Rachmaninov Vespers, het Stabat Mater van Rossini, de Messiah van Händel, de Anna Frank Cantate, 9de van Beethoven, de Missa solemnis van Beethoven, de Altrapsodie van Brahms  onder leiding van onder andere Marc Soustrot, Claus Peter Flor, George Pehlivanian, Gennady Rozhdestvensky, Edo de Waart,  Boudewijn Jansen, Ed Spanjaard en anderen. In 2021 vertolkte van den Akker de rol van Auntie in Benjamin Britten's Peter Grimes.

### Kamermuziek
Met name in haar kamermuziek zingt Van den Akker ook moderner werk, zoals in 1996 liederen van Schönberg. Zij maakte tournees met onder andere het Allegri String Quartet, het Raphaël Strijkkwartet, de Ebony Band, Valerius ensemble, het Ravel Quartet en het Parkanyi kwartet en het Ruysdael kwartet waarbij werken werden gespeeld van onder andere Respighi, Brahms, Schubert, Chausson,  Schönberg, Mussorgsky en Gubaidulina.
Daarnaast gaf Van den Akker vele recitals met pianisten, waaronder haar echtgenoot Rian de Waal, maar ook met Martijn van den Hoek en Jeroen Sarphati. Ze concerteerde onder andere in Toronto, New Delhi, Manilla, Curaçao, Lugano, Florence, Casablanca, Athene, en Corfu.

## Overige activiteiten

### Zangdocent
Naast haar zangcarrière verzorgde Van den Akker masterclasses in het romantisch liedrepertoire en gaf zij lezingen over het oeuvre van de Canadese componist Claude Vivier en de Russische componiste Sofia Goebaidoelina. Van den Akker was hoofdvakdocent zang aan het Prins Claus Conservatorium te Groningen van 2006 tot 2015. Daarna gaf zij privélessen. Zij werkte mee als uitvoerend musicus en docent aan het Peter de Grote Festival te Groningen tot van 2006 tot 2015.

### Jurylid
Daarnaast was Van den Akker meerdere jaren verbonden als jurylid aan het Internationale Vocalisten Concours te ’s-Hertogenbosch, zat zij vier jaar in de beoordelingscommissie van het Prins Bernard Cultuurfonds en was zij jurylid van de Dutch Classical Talent Award

### Organisatie van evenementen
Samen met haar echtgenoot wijlen pianist Rian de Waal richtte zij het Rhijnauwen Kamermuziek Festival op, dat 13 jaar lang concerten ten gehore bracht in de Oude Dorpskerk te Bunnik. Ook verzorgde zij de ‘vocale’ programmering in het Nazomer Kamermuziek Festival te Zwolle. In Den Haag richtte Van den Akker in 2005 de internationale serie Royaal Vocaal op in de Nieuwe Kerk waar zij vijf jaar de programmering verzorgde. In de concertboerderij 'Onder de Linden' voor  stichting Klassiek  int Veen programmeerde zij 21 jaar concerten.

## Opdrachten
Van den Akker is een gewaardeerd zangeres. Diverse componisten droegen werk aan haar op, of schreven werk in opdracht van haar en haar echtgenoot. Voorbeelden zijn Willem Jeths (I go), Peter Jan Wagemans, (Das neunte Lied),  Caroline Ansink (Ni dieu ni diable en Nevel), Robin de Raaf (Emily Dickenson songs), J.Reuland (Rosetti liederen) en Pim Moorer ( Autemn events).

## Lijst van operarollen
Hieronder een lijst van operarollen, mogelijk niet volledig.
| Rol         | Titel                      | Componist       |
| ----------- | -------------------------- | --------------- |
| Dido        | Dido and Aeneas            | Purcell         |
| Carmen      | Carmen                     | Bizet           |
| Rosina      | Il barbiere di Siviglia    | Paisiello       |
| Emilia      | Otello                     | Verdi           |
| Cherubino   | Le nozze di Figaro         | Mozart          |
| Dorabella   | Cosi fan tutte             | Mozart          |
| Niclaus     |                            | Offenbach       |
| L'enfant    | L'enfant et les sortilèges | Ravel           |
| Fjodor      | Boris Godunow              | Moussorgsky     |
| Orlovsky    | Die Fledermaus             | Strauss         |
| Laura       | La Gioconda                | Ponchielli      |
| Nefertite   | Akhnaten                   | Philip Glass    |
| Monnica     | Marthe                     | Willem Dragstra |
| Laura       | Iolanthe                   | Tsjaikovski     |
| Principezza |                            | Puccini         |
| Oude gravin | Pique Dame                 | Tsjaikovski     |
| Auntie      | Peter Grimes               | Britten         |
| Pamina      | Die Zauberflöte            | Mozart          |